# Колчицкий, Николай Фёдорович
Николай Фёдорович Колчи́цкий (17 (30) апреля 1890, село Лоска, Черниговская губерния — 11 января 1961, Москва) — протопресвитер Русской православной церкви, настоятель московского Богоявленского патриаршего собора в Елохове (с 27 декабря 1924 года); управляющий делами Московской патриархии (1941—1960).

## Биография
Родился 17 (30 апреля) 1890 года в семье настоятеля Николаевской церкви села Лоска Кролевецкого уезда Черниговской губернии (ныне Новгород-Северский район, Черниговская область, Украина) священника Федора Ивановича Колчицкого и его супруги Евдокии Ивановны.
Обучался в Новгород-Северском духовном училище. В 1911 году окончил Черниговскую духовную семинарию; в 1915 году — МДА. Принял священный сан осенью 1914 года, на IV курсе академии.
В 1918 году был избран штатным священником Благовещенского собора в Харькове.

Объявление о панихиде в Харькове в 1919 г., отслуженной о. Н. Колчицким по расстрелянным по делу «Национального центра»

В 1923 году переехал в Москву. Был причислен штатным священником к храму Богоявления в Елохове, где служил до своей кончины.
27 декабря 1924 года Патриархом Тихоном утверждён в должности настоятеля Богоявленского храма в Елохове. В 1938 году, после закрытия одноимённого собора в Дорогомилове, этот храм стал кафедральным храмом патриаршего местоблюстителя митрополита Московского и Коломенского Сергия (Страгородского).
В годы Великой Отечественной войны (октябрь 1941 — август 1943) находился с патриаршим местоблюстителем в эвакуации в Ульяновске; с конца мая 1942 года подписывался как «Управляющий делами Московской Патриархии» (ранее — как и. д. Управделами).
На рубеже 1942/1943 года был в числе положивших начало сбору средств на постройку колонны танков имени Димитрия Донского, внеся 100 000 руб., о чём митрополит Сергий известил И. В. Сталина (в телеграмме с просьбой открыть специальный счёт в Госбанке).

При формировании Священного Синода на Архиерейском соборе 8 сентября 1943 года вошёл в число постоянных его членов по должности Управляющего делами Московской Патриархии.
Новые блестящие победы нашей родной Красной Армии, отзываясь радостным эхом в сердцах нашего народа, вызывают чувство восхищения перед подвигами наших воинов-богатырей и вечную благодарность им и организатору этих побед Вам, дорогой Иосиф Виссарионович. Воодушевлённые этим новым триумфом нашего оружия, верующие и духовенство города Москвы собрали 1.000.000 рублей и просят принять их на сооружение самолётов.
Да даст Господь Вам, дорогой Иосиф Виссарионович, сил и здоровья для скорейшего победоносного завершения войны с гитлеровскими людоедами.
Настоятель Московского Кафедрального Патриаршьего Богоявленского собора кафедральный протоиерей НИКОЛАЙ КОЛЧИЦКИЙ, благочинные г. Москвы 1-го округа протоиерей СТЕФАН МАРКОВ, 2-го округа протоиерей ПАВЕЛ ЦВЕТКОВ, 3-го округа протоиерей ФЁДОР КАЗАНСКИЙ.
Прошу передать верующим и духовенству города Москвы, собравшим 1.000.000 рублей на оборону Союза ССР, — мой привет и благодарность Красной Армии.
И. СТАЛИН
газета «Правда», 6 апреля 1944 года.
Член Поместного собора 1945 года от Московской епархии.
25 февраля 1945 года возведён в сан протопресвитера.
10 апреля 1945 года вместе с Патриархом Алексием (Симанским) и митрополитом Крутицким Николаем (Ярушевичем) был принят И. В. Сталиным.
7 февраля 1956 года в связи с кончиной митрополит Григория (Чукова) назначен по совместительству председателем Учебного комитета при Священном Синода.
5 июля 1960 года «по случаю продолжающейся болезни» освобожден от должности Управляющего делами Московской Патриархии.
Скончался 11 января 1961 года, в связи с чем «Журнал Московской Патриархии» в материале, ему посвящённом, писал: «<…> В его лице Московская Патриархия понесла тяжёлую утрату, так как протопресвитер Н. Ф. Колчицкий был одним из выдающихся церковных деятелей последних десятилетий.»
13 января 1961 года в Богоявленском соборе чин отпевания над ним возглавил Патриарх Алексий I.
Похоронен в ограде Преображенского храма в Лукине (Патриаршее подворье Троице-Сергиевой лавры, близ загородной резиденции Патриархов в Переделкине).

## Семья
Имел двоих сыновей и дочь.
Старший сын — артист МХАТа и киноактёр Галикс Колчицкий, его сын — Николай Колчицкий, также киноактёр.
Младший сын — Сергей Колчицкий, иподиакон патриарха Алексия I; его первой женой была Лидия Колчицкая (1925—2001), которая на протяжении почти 60 лет была секретарем Патриархии.